# Simlångsdalen
Simlångsdalen is een plaats in Zweden, in de gemeente Halmstad in het landschap Halland en de provincie Hallands län. De plaats heeft 577 inwoners (2005) en een oppervlakte van 67 hectare.
De plaats Simlångsdalen ligt in het dal van het meer Simlången, een meer waar de Fylleån doorheen stroomt. 

## Verkeer en vervoer
Bij de plaats loopt de Riksväg 25.

## Klimaat
| Maand                       | Jan. | Feb. | Mar. | Apr. | Mei  | Jun. | Jul. | Aug. | Sep. | Okt. | Nov. | Dec. | Hele jaar |
| --------------------------- | ---- | ---- | ---- | ---- | ---- | ---- | ---- | ---- | ---- | ---- | ---- | ---- | --------- |
| Gemiddelde temperatuur (°C) | -2,4 | -2,3 | 0,6  | 4,9  | 10,7 | 14,3 | 15,4 | 14,8 | 11,3 | 7,5  | 2,9  | -0,6 | 6,4       |
| Gemiddelde neerslag (mm)    | 88   | 57   | 73   | 58   | 55   | 78   | 109  | 99   | 110  | 104  | 117  | 106  | 1 053     |